# Escobaria
Escobaria é um gênero botânico da família cactaceae.

## Sinonímia
- Cochiseia W.H.Earle
- Escobesseya Hester
- Fobea Fric
- Neobesseya Britton & Rose

## Espécies
| - Escobaria albicolumnaria - Escobaria alversonii - Escobaria chihuahuensis - Escobaria cubensis - Escobaria dasyacantha - Escobaria deserti - Escobaria duncanii - Escobaria emskoetteriana | - Escobaria guadalupensis - Escobaria hesteri - Escobaria laredoi - Escobaria lloydii - Escobaria minima - Escobaria missouriensis - Escobaria orcuttii - Escobaria organensis | - Escobaria robinsorum - Escobaria sandbergii - Escobaria sneedii - Escobaria tuberculosa - Escobaria villardii - Escobaria vivipara - Escobaria zilziana - etc. |